# Одмут
Одмут је археолошки локалитет који се налази поред села Плужине, на ушћу Врбице у Пиву, недалеко од Никшића у Црној Гори. Пећина, која је у основи ширине 20 m а висине 14 m, откривена је 1968. године, а архелошка истраживања почела 1972. Пећина садржи 7 културних слојева, дебљине 4 m, који се датују у период од мезолита до бронзаног доба (8300. године п. н. е. до 1800. године п. н. е.). 
У Одмуту 1 откривени су кости дивљих животиња, а од оруђа, алатке од окресаног камена, које су сличне онима који су пронађеним у Црвеној стијени. Карактеристични облици су: ножеви, стругачи, шиљци и харпуни од јелењег рога. У Одмуту 2 откривени су остаци глиненог посуђа.
Одмут 3 - 5 се датује у период од 4900. године п. н. е. до 2500. године п. н. е. током кога је пећина вероватно служила као сезонско станиште. Од керамичких облика јављају се лонци и зделе, без орнамената, а од оруђа камене стреле и секире.
Одмут је напуштен око 1800. године п. н. е.